# Ортомода
Ортомода  — российская  компания, специализирующаяся на производстве ортопедической обуви и одежды для людей с ограниченными возможностями. Основана в 2001 году Галиной Волковой. Производит в год около 50-60 тысяч пар обуви. Второй по общему объему производитель в России после Московской фабрики ортопедической обуви (МФОО). Располагает розничной сетью магазинов. Более 50% сотрудников компании люди с ограниченными возможностями.

## История
Компания была основана в 2001 году, после рождения идеи о создании ортопедической обуви отличной от той, которая была на рынке до этого, .
В 2002 году компания получает лицензию на деятельность по оказанию протезно-ортопедической помощи. Открывает офис, в котором принимаются заказы, и производственный цех, в котором обувь шьётся. 
С 2003 года компания начинает выигрывать тендеры и получает госзаказ на изготовление ортопедической обуви для людей, нуждающихся в ней по медицинским показаниям (госзаказы составляют более 50% производства компании). В первые три года существования компании, на научные разработки моделей было потрачено около 8 млн рублей.
К 2006 году компания открывает несколько новых цехов и увеличивает оборот более чем в 2 раза.
В 2008 году открывает розничную сеть магазинов  в Москве, затем и в других городах России, среди которых Екатеринбург, Краснодар, Ростов-на-Дону, Курск, Калуга. 
С началом 2010-х годов, компания открывает направление производства детской ортопедической обуви, которое становится одним из приоритетных. 
По стоянию на 2012 год, выручка компании составила 140 млн рублей, прибыль — 10 млн рублей. Показатель рентабельности в 7% считается высоким для обувной промышленности в целом. 
В 2014 году компания вывела как отдельное направление производство индивидуальных ортопедических стелек, так же для производства обуви на расстоянии стала применяться технология 3D-сканирование ноги.